# 费迪南德·里斯
费迪南德·里斯（德語：Ferdinand Ries；1784年11月28日—1838年1月13日），德国作曲家，钢琴家，贝多芬的学生和助手。自1803年起，他从家乡波恩来到维也纳，受到贝多芬的赞赏，从他学习钢琴演奏，并充当秘书和抄谱员。1813年，他来到伦敦，担任指挥并帮助出版了贝多芬的许多作品。1824年回国到法兰克福任职，并在那里去世。晚年他出版了一部有关贝多芬的回忆录，是研究贝多芬的重要史料。里斯是一位多产作曲家，作品受贝多芬影响很大。

## 外部連結
- 费迪南德·里斯（德国国家图书馆目录相关文献）
- 费迪南德·里斯的免费乐谱，由国际乐谱典藏计划提供
- 费迪南德·里斯的樂譜，来自乌托邦计划